# 富蘭克林科納斯 (新澤西州)
富蘭克林科納斯（英語：Franklin Corners）是位於美國新澤西州薩默塞特縣的非建制地區。

## 地理
富蘭克林科納斯所處的海拔為高於海平面20米（即66英呎），而該地所採用的時區為UTC-5，即北美东部时区（EST）。同時該地設有夏令時間，為UTC-5調快一小時，即UTC-4（EDT）。